# Muralles de Benafigos
Les Muralles de Benafigos, situades a la població del mateix nom, de la comarca de l'Alcalatén, són, per declaració genèrica, Bé d'Interès Cultural, amb codi: 12.04.025-001, no presentant encara nombre d'anotació ministerial, i així consta en la Direcció General de Patrimoni Cultural de la Generalitat Valenciana.
Benafigos té la seva història enllaçada amb la del Castell de Culla, vivint per això una evolució històrica pràcticament idèntica, i passant de mans a mans pels mateixos senyors, en els mateixos moments.

## Història
El seu origen pot datar-se de l'època àrab, i, donada la seva situació geogràfica, va poder ser deguda la seua creació a motius estratègics defensius militars. És per això que en un primer moment la població va comptar amb castell i muralles que la fortificaven, lamentablement en l'actualitat no queden pràcticament ni restes d'ambdues construccions, ja que a poc a poc es va anar edificant sobre elles, passant a formar part de l'estructura urbana de la població.
Com a part de la Setena de Culla, el 1303 Guillem d'Anglesola la va vendre a l'Orde del Temple, i després de la desaparixción d'aquesta, va passar després a la de Montesa en 1319. A finals del segle xviii va passar a dependre de la governació de Morella.

## Descripció
Tant el castell, que sembla tenia planta circular i estava situat a la part alta del nucli urbà, com les muralles que l'envoltaven, han desaparegut com a tal, encara que les seves restes es poden apreciar fosos amb les cases de la vila.
No es té constància de la seva participació decisiva en conflictes armats, el que porta a pensar que la seva desaparició va ser deguda a la pèrdua de funcionalitat defensiva i a la necessitat de comptar amb materials per a la construcció d'edificis per a la població civil.
Per això, a Benafigos és molt habitual que a l'interior dels habitatges es troben arcades, com passa per exemple, amb l'arc a l'interior de casa de Clara, situada a la plaça de l'Església, que es troba en perfecte estat des dels temps de l'antic Castell de Benafigos. Així, la majoria de les cases de la part alta del poble van ser construïdes damunt mateix de l'estructura inicial del castell de defensa que hi havia antigament, el que fa que moltes cases presenten excel·lents portades de pedra.